# Kość kulszowa człowieka

Schemat miednicy człowieka:
1. Kość krzyżowa
2. Kość biodrowa
3. Kość kulszowa
4. Kość łonowa
5. Spojenie łonowe
6. Panewka stawu biodrowego
7. Otwór zasłoniony
8. Kość guziczna

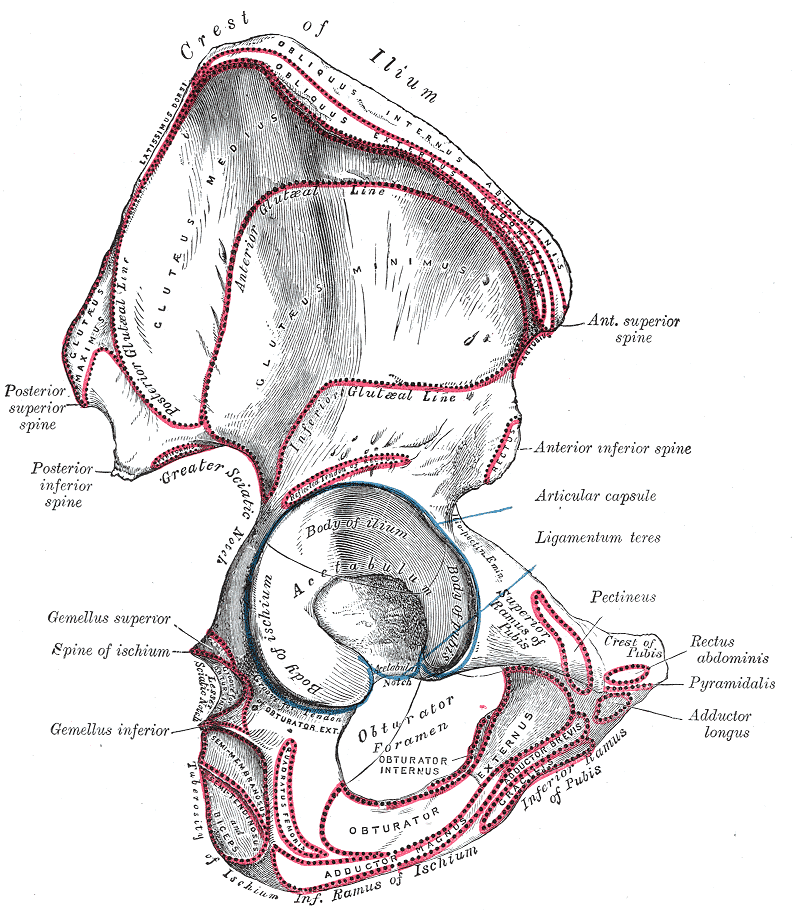
Kość miedniczna od strony bocznej. Na czerwono zaznaczone przyczepy mięśni. Opis w języku angielskim.

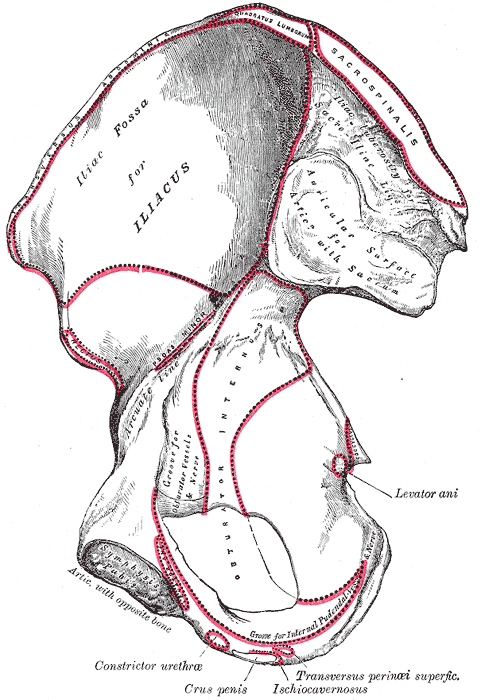
Kość miedniczna od strony przyśrodkowej. Na czerwono zaznaczone przyczepy mięśni. Opis w języku angielskim.

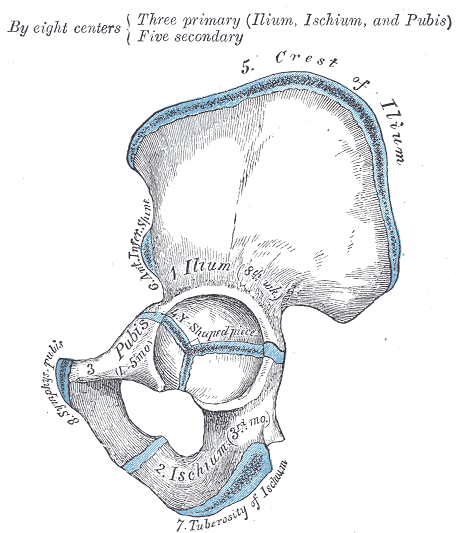
Schemat kostnienia kości miednicznej od strony bocznej.
Ischium – kość kulszowa.
Tuberosity of Ischium – guz kulszowy.

Kość kulszowa (łac. os ischii, ischion) – w anatomii człowieka, parzysta kość będąca częścią obręczy miednicznej, składająca się z trzonu (biorącego udział w tworzeniu tylnej części panewki) i gałęzi kości kulszowej.

## Składowa kości miednicznej
Kość kulszowa jest jednym z trzech elementów tworzących kość miedniczną, skierowanym ku dołowi i do tyłu. Pozostałe składowe to: kość biodrowa, skierowana ku górze i do tyłu, oraz kość łonowa, skierowana ku dołowi i do przodu. Wszystkie trzy kości łączą się mniej więcej pośrodku kości miednicznej tworząc po stronie zewnętrznej doł panewki. Kość kulszowa wraz z kością łonową ograniczają w dolnej części miednicy otwór zasłoniony. W dzieciństwie składowe kości miednicznej są wyraźnie oddzielone tkanką chrzęstną, zrastają się w jednolitą całość dopiero w okresie pokwitania.

## Trzon kości kulszowej
Trzon kości kulszowej (łac. corpus ossis ischii) to główna, centralnie położona w kości miednicznej część kości kulszowej, tworząca mniej więcej dwie piąte (tylno-dolne) panewki. Od części tworzącej panewkę odchodzi niemal pionowo do dołu, do tyłu i nieco przyśrodkowo słupowaty, gruby odcinek kształtu trójściennego ostrosłupa. Powierzchnie wewnętrzna i zewnętrzna tego odcinka są gładkie, a powierzchnia tylna jest chropowata, wyniosła, i tworzy guz kulszowy (łac. tuber ischiadicum). Do powierzchni wewnętrznej tego odcinka przyczepia się zasłaniacz wewnętrzny. W okolicy guzów kulszowych zgromadzona jest obfita tkanka tłuszczowa podskórna, na której opiera się miednica w pozycji siedzącej ciała. Do guza kulszowego przyczepia się więzadło krzyżowo-guzowe i szereg mięśni (bocznie – półścięgnisty, półbłoniasty, dwugłowy uda, czworoboczny uda i przywodziciel wielki, a przyśrodkowo – bliźniaczy dolny).
Trzon kości kulszowej na swym brzegu przednio-dolnym, pod wcięciem panewki, na górnym brzegu otworu zasłonionego posiada często mały guzek zasłonowy tylny (łac. tuberculum obturatorium posterius). Z brzegu tylnego trzonu wystaje wyraźny kolec kulszowy. Powyżej kolca znajduje się wcięcie kulszowe większe (łac. incisura ischiadica major), poniżej kolca zaś, między nim a guzem kulszowym, wcięcie kulszowe mniejsze (łac. incisura ischiadica minor). 
Do powierzchni zewnętrznej kolca kulszowego przyczepia się mięsień bliźniaczy górny, do powierzchni wewnętrznej mięsień guziczny, natomiast do wierzchołka kolca przytwierdzone jest więzadło krzyżowo-kolcowe. Więzadło to, zmierzając do kolca biodrowego tylnego górnego (łac. spina iliaca posterior superior), zamyka wcięcie kulszowe większe tworząc otwór kulszowy większy. Przez ten otwór przechodzi mięsień gruszkowaty, tętnice, żyły i nerwy pośladkowe górne i dolne, nerw kulszowy, nerw skórny tylny uda, tętnica i żyły sromowe wewnętrzne oraz nerw sromowy. W otworze kulszowym większym, mięsień gruszkowaty rozdziela nerw i naczynia pośladkowe górne (biegnące do góry od mięśnia) od pozostałych struktur. Wzdłuż tylno-dolnego obwodu brzegu otworu zasłonionego na trzonie kości kulszowej przyczepia się zasłaniacz zewnętrzny. 
Wcięcie kulszowe mniejsze zamknięte jest natomiast więzadłem krzyżowo-kolcowym (tak jak i wcięcie większe) i krzyżowo-guzowym co tworzy otwór kulszowy mniejszy. Przez ten otwór biegnie ścięgno zasłaniacza wewnętrznego, nerw sromowy i naczynia sromowe wewnętrzne.

## Gałąź kości kulszowej
Gałąź kości kulszowej (łac. ramus ossis ischii) to cienka, spłaszczona część odchodząca od dolnej części trzonu prawie pod kątem prostym, biegnie przyśrodkowo i do przodu. Następnie płynnie łączy się z gałęzią dolną kości łonowej. Powierzchnia zewnętrzna gałęzi jest nierówna, przyczepia się tam część zasłaniacza zewnętrznego i część przywodziciela wielkiego oraz niewielkie fragmenty mięśnia smukłego i przywodziciela krótkiego. Powierzchnia wewnętrzna gałęzi jest miejscem przyczepu mięśnia poprzecznego głębokiego krocza oraz części zasłaniacza wewnętrznego, a także mięśnia kulszowo-jamistego.